# Loso
Loso（ローソー、タイ語：โลโซ）は、1994年にセーク・ローソー（本名、セークサン・スピマーイ）によってバンコクで結成されたバンドである。

## 概要
「Loso」という名称は貧困層を表すLow Societyに由来する。2003年の解散後、セークはソロに転向。

## ディスコグラフィー

### オリジナルアルバム
- Lo Society (1996)
- Redbike Story (1997, movie soundtrack)
- Entertainment (1998)
- Best of Loso (CD 1999)
- Rock & Roll (2000)
- Losoland (2001)
- The Red Album (August 2001)

### コンピレーションアルバム
- Lo Society Bonus Tracks (1996)
- Best of Loso (Karaoke VCD, 2001)
- Loso Concert For Friends (VCD 2002)
- Loso Best Of Collection (2013)